# Monte Wendland
Il Monte Wendland (in lingua inglese: Mount Wendland) è un picco roccioso antartico, alto 1,650 m, situato alla testa
del Ghiacciaio Massam, 3,7 km a nordest del Monte Kenney, nelle Prince Olav Mountains, catena montuosa che fa parte dei Monti della Regina Maud, in Antartide. 
Il monte è stato mappato il 18 novembre 1970 dal gruppo dell'Ohio State University che faceva parte dell'United States Antarctic Research Program (USARP) del 1970-71.
La denominazione è stata assegnata dall'Advisory Committee on Antarctic Names (US-ACAN) in onore di Vaughn P. Wendland, geologo e assistente di campo del gruppo dell'Ohio.